# Juluka
Juluka var en sydafrikansk verdensmusikgruppe dannet i 1969 af Johnny Clegg (1953-2019) og Sipho Mchunu. Juluka betyder "sved", og var navnet på en tyr ejet af Mchunu.

## Biografi
Som 14-årig mødte Clegg gademusikanten Charlie Mzila, der var zulu Mzila lærte Clegg zulumusik og -danse i de næste to år.
Clegg mødte i 1969 Sipho Mchunu i Johannesburg, som sidstnævnte var taget til for at søge arbejde. Den 18-årige Mchunu udfordrede den 16-årige Clegg til en guitarkonkurrence, og de to blev venner. Snart optrådte de sammen på gaderne og de få andre steder, hvor en raceblandet duo kunne optræde i sikkerhed under apartheidlovgivningen. Af den grund var de tvunget til at holde lav profil og kunne ikke annoncere på traditionel vis, hvorfor deres succes stammede fra mundtlige anbefalinger. Clegg selv blev flere gange arresteret og fik tæsk af politiet, på grund af sine aktiviteter og gruppens sangtekster.
Debutsinglen, "Woza Friday", blev udgivet 1976, og tre år senere blev den fulgt op af det kritikerroste album Universal Men. Albummets poetiske sangtekster var stærkt påvirkede af John Bergers A Seventh Man foruden Pablo Neruda og Jean-Paul Sartre. Ved udgivelsen i 1981 af det andet album, African Litany, var gruppen blevet til en kvartet. Albummets første single, "Impi", med sine skarpe politiske tekst om den britiske kolonihærs nederlag til zulufolket, måtte ikke spilles i Sydafrikansk radio, men blev et undergrundshit. Med albummet fik Juluka sin første internationale opmærksomhed, hvilket gav dem mulighed for at turnere i Europa og Nordamerika i 1982 og 1983.
Gruppen gik i opløsning i 1985, da Mchunu flyttede tilbage til sin fødegård i Natal, for at tage sig af sin familie. Clegg dannede en ny gruppe, Savuka, som han fik endnu større international succes med. 
I midten af 1990'erne var Juluka en kort overgang gendannet med deltagelse af Mchunu og Clegg. På en verdensturne optrådte de som opvarmningsgruppe for King Sunny Ade, foruden at afholde egne koncerter. De to venner indspillede et sidste album, Crocodile Love, i 1997. Det fik dog ikke samme kritikerros som tidlige Juluka-albummer som Universal Men, African Litany, Work for All og Scatterlings.

## Musik
Julukas musik består af de populære stilarter maskanda og mbaqanga, der stammer fra Sydafrika, samt vestlig folke- og rockmusik. Ud over guitar og traditionelle zuluinstrumenter, anvendte gruppen forskellige andre instrumenter så som saxofon og, senere, synthesizere.

## Diskografi
- "Woza Friday" (1976) – debutsingle
- Universal Men (1979)
- African Litany (1981)
- Ubuhle Bemvelo (1982)
- Scatterlings (1982)
- Work for All (1983)
- The International Tracks (1984)
- Stand Your Ground (1984)
- Musa Ukungilandela (1985)
- The Good Hope Concerts (1986)
- Le rock zoulou de Johnny Clegg & Sipho Mchunu (1988) – indeholdende de fleste numre fra Ubuhle Bemvelo og Musa Ukungilandela
- Crocodile Love (1997) – udgivet i Sydafrika som Ya Vuka Inkunzi

## Andre medier
I filmen Rain Man kan Julukas sang "Scatterlings of Africa" høres i radioen, mens Dustin Hoffman og Tom Cruise taler under deres køretur gennem ørkenen.